# 帶紋非洲脂鯉
帶紋非洲脂鯉為輻鰭魚綱脂鯉目脂鯉亞目鮭脂鯉科的其中一種，為熱帶淡水魚，分布於非洲歐固耶河、Ntem與Kribi河流域，體長可達9.8公分，棲息在底中層水域，生活習性不明。

## 扩展阅读
維基物種上的相關：帶紋非洲脂鯉